# Fruta Feia
Fruta Feia (Lisboa, 2013), é uma cooperativa portuguesa cuja intenção é acabar com o desperdício alimentar. Em 2020 foi galardoada com o Prémio Life na categoria de Ambiente, atribuído pela União Europeia.

## História
A ideia de criar a cooperativa surgiu em 2012, ano em que a sua mentora resolve candidatar-se ao concurso Ideias de Origem Portuguesa, patrocinado pela Fundação Calouste Gulbenkian, no qual fica em segundo lugar. É com este prémio e o valor angariado numa campanha de crowdfunding que Isabel Soares, a mentora do projecto, cria em 2013 a Fruta Feia com o objectivo de contribuir para a redução do desperdício alimentar e o seu impacto ambiental.
Para tal, esta cooperativa sem fins lucrativos trabalha directamente com os produtores e os consumidores finais eliminando os intermediários. O principal objectivo é salvar do lixo as frutas e vegetais que por não cumprirem os critérios estéticos exigidos pelo mercado acabavam nas lixeiras.
Para tal, a cooperativa desenvolveu esforços no sentido de apelar ao sentido de responsabilidade social do consumidor, o que está patente no slogan usado por ela: "Gente Bonita Come Fruta Feia".
A cooperativa sem fins lucrativos que inicialmente actuava apenas na região de Lisboa tendo nos anos seguintes alargado o seu campo de acção a outros concelhos portugueses nomeadamente: Almada, Amadora, Porto, Matosinhos e Vila Nova de Gaia, já tinha em 2020 conseguido evitar que duas mil toneladas de alimentos fossem parar às lixeiras portuguesas.

## Prémios e Reconhecimento
O Ministério Francês da Ecologia no âmbito da COP21, atribuiu ao projecto um prémio no valor de 15 mil euros.
A Fruta Feia e a sua fundadora Isabel Soares encontram-se  ao lado de David Attenborough e Greta Thunberga, no livro ilustrado Heróis da Terra da autora Lily Dyu publicado em 2019.
A União Europeia galardoou o projecto com dois Prémios Life, o de de Melhor Projeto de Ambiente e o Citizen’s Prize, em 2020.

## Ligações Externas
- Site Oficial | Fruta Feia
- Como Funciona o Projecto Fruta Feia
- Rede Rural Nacional | Fruta Feia
- SIC | Fruta Feia no Jornal da Noite (2014)